# District de Okcheon
Le district de Okcheon est un district de la province du Chungcheong du Nord, en Corée du Sud.

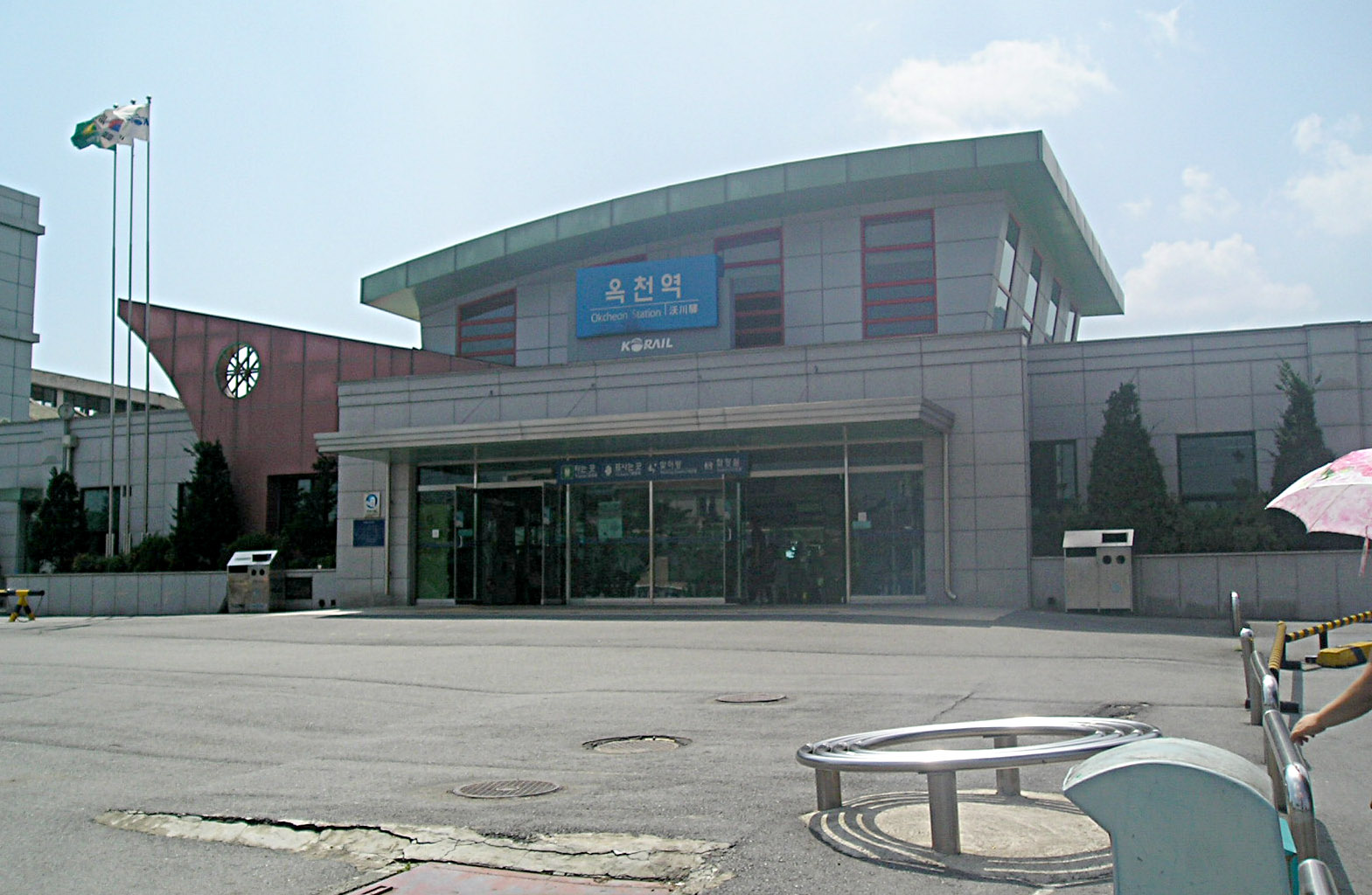
Gare d'Okcheon (2007)

## Personnalités
- Song Si-yeol (peintre, 1607-1689).